# Calamanda Vila i Borralleras
Calamanda Vila i Borralleras   (Artés, 17 de juny de 1955) és una professora i política catalana. Fou alcaldessa de Cardedeu des de l'1 d'agost del 2008 fins al 13 de juny de 2015.

## Biografia
El 1971 acabà estudis en la Universidad Laboral a la Província de Càceres. És titulada en psicologia. El 2002 se la nomena cap de servei d'Organització de Centres i Formació Professional del Departament d'Ensenyament de la Generalitat de Catalunya; el 2005 era professora de l'IES Giola de Llinars del Vallès.
Cap de la llista de CiU de Cardedeu, a les eleccions municipals del 2007 un pacte entre partits propicià que entre 2007 i 2008 fos primera Tinent d'alcalde i responsable de Serveis Territorials, Identitat Local i Educació, i que a l'agost del 2008 fos elegida alcaldessa de Cardedeu. L'any 2008 es presentà en la llista de CiU per a les Eleccions Generals; estava en el lloc 13 de la llista, i no va sortir elegida. Ha estat Secretària de l'AMPA del SES Cardedeu (2007), i és autora de l'article Els centres els formen persones (Perspectiva Escolar, 254, 2001) i, amb Catalina Muñoz i Carme Zaragoza, del llibre La Nova formació professional (Barcelona: Claret, 1998. ISBN 84-8297-292-8).